# Pedro de Urgio
Pedro de Urgio (en francés y catalán: Pere d'Urtx, forma que también se utiliza ocasionalmente en la actualidad en castellano) fue obispo de Urgel entre los años 1269 y 1293. Fue también el primer copríncipe de Andorra por el obispado de Urgel tras la firma del paréage de 1278 estableciendo una co-suzeranía entre el Obispado de Urgel y el Condado de Foix para con el territorio de Andorra.

## Biografía
Era hijo de Galceran de Urgio y Blanca de Mataplana, fue archidiácono de Prats antes de ser elegido el 3 de noviembre de 1269, día de San Ermengol, obispo de Urgel.

### Obispo de Urgel
Durante el inicio de su carrera, trabajó inicialmente en la restauración de la catedral de Santa María de Urgel y su claustro. También trabajó en dar facilidades a los miembros canónigos de su ciudad para cursar estudios universitarios. las condiciones de acceso a los estudios universitarios.
En este periodo, su papel en el aumento de patrimonio del obispado en donaciones y compra-ventas es destacable, lo cual le llevó a tener muy buenas relaciones tanto con el conde de Urgel, Armengol X, como con el rey de Aragón, el recién coronado Pedro III; y a su vez, a enemistarse con el conde de Foix, Roger Bernardo III.

### Corregencia de Andorra
Las parroquias y rentas del valle de Andorra habían sido cedidas al poder eclesiástico desde que el emperador carolingio Luis I lo concediese al obispo Posedonio II de Urgel en el 824 y lo ratificase al obispo Sisebuto de Urgel en el 836.
Sin embargo, y pese a que en ocasiones la zona fue vasalla directa del Pontífice, diversos señores a lo largo de la historia intentaron hacerse con el poder del valle. El intento más fructuoso, fue el encabezado por Raimundo Roger de Foix, quien acude en auxilio del obispo de Urgel, Bernardo de Castellbó, cuando el conde de Urgel, Armengol VIII, intentó tomar el valle. Tras la victoria, se les cede pro indiviso el valle como premio por su defensa. Entre 1194 y 1203 se negocia cómo se va a llevar a cabo la cesión de Andorra al condado de Foix, pero Raimundo Roger, inconforme con la decisión final que alcanzó el nuevo conde de Urgel, pide que se cumplan las condiciones originales de cesión, comenzando un pleito que duraría años hasta que su nieto, Roger Bernardo III, alzaría un ejército para hacer valer el derecho obtenido por él.
Con la hueste con la que penetró en los condados catalanes, el conde de Foix obligó a Pedro de Urgio a cumplir lo pactado entre Pedro de Castellbó y Raimundo Roger, lo que dio lugar al primer paréage de Andorra, del que quedó como fiador el rey de Aragón, puso un fin a las hostilidades militares en el valle que habían durado casi un siglo, si bien siguió habiendo desavenencias civiles durante algunos años más.

### Últimos años
Gravemente enfermo, escribió su testamento el 12 de enero de 1293 y probablemente murió poco después. Está enterrado en un sarcófago de la catedral de Urgel.